# Pohl Zoltán
Pohl Zoltán (Budapest, 1995. március 27. –) visszavonult világ-, és Európa-bajnok magyar válogatott vízilabdázó. Egész pályafutását a Ferencvárosi TC-nél töltötte.

## Eredményei

### Klubcsapattal[2]
- Magyar bajnokság: 
  - győztes (6): 2017–2018, 2018–19, 2021–22, 2022–23, 2023–24, 2024–25
  - bronzérmes (1): 2020–2021
- Magyar kupa
  - győztes (7): 2018, 2019, 2020, 2021, 2022, 2023, 2024
- LEN-bajnokok ligája: 
  - győztes (3): 2018–2019, 2023–2024, 2024–2025
  - ezüstérmes (1): 2020–2021
  - bronzérmes (1): 2021–2022

- LEN-Európa-kupa: 
  - győztes (2): 2016–2017, 2017–2018
- LEN-szuperkupa: 
  - győztes (3): 2018,[3] 2019,[4] 2024
  - ezüstérmes (1): 2017

### Válogatottal
- Világbajnokság
  - győztes (1): 2023[5]
- Európa-bajnokság: 
  - győztes (1): 2020
- Világliga: 
  - ezüstérmes (1): 2018
- Junior világbajnokság: 
  - bronzérmes (1): 2015
- Junior Európa-bajnokság: 
  - ezüstérmes (1): 2014